# Stadlhof (Sengenthal)
Stadlhof ist ein Gemeindeteil der Gemeinde Sengenthal im Landkreis Neumarkt in der Oberpfalz in Bayern.

## Lage
Der Weiler Stadlhof liegt vor dem Albrand des Oberpfälzer Jura auf 419 m ü. NHN zwischen einem dem Wiefelsbach westlich vorgelagerten größeren Waldgebiet und dem Sengenthaler Gemeindeteil Forst. Stadlhof ist über eine Gemeindeverbindungsstraße von Forst her und eine weitere von der Kreisstraße NM 18 her zu erreichen.

## Geschichte
1798 gelobte der Stadelhofbauer wegen einer Viehseuche den Bau einer Kapelle zu den Heiligen Leonhard und Wendelin.
Nach dem Ende des Alten Reiches (1802), im neuen Königreich Bayern (1806) gehörte der Stadlhof dem zwischen 1810 und 1820 gebildeten Steuerdistrikt Forst, nach 1818 der gleichnamigen Ruralgemeinde an, die neben dem Stadlhof aus Forst selber, dem Braunshof und Rocksdorf und in die Gemeinde Wiefelsbach mit ihren zehn Einöden integriert wurde. Dem Landgericht (ab 1862 Bezirksamt, ab 1879 Landkreis) Neumarkt zugeordnet, umfasste Gemeinde Forst um 1867 neben Forst und dem Stadlhof acht weitere Orte, nämlich die Birkenmühle, die Braunmühle, den Braunshof, den Dietlhof, die Gollermühle, die Kastenmühle, die heute nicht mehr existierende Kindlmühle und die Schlierfermühle.
Gemäß der Volkszählung vom 1. Dezember 1871 hatte Stadlhof, zur katholischen Pfarrei und Schule Reichertshofen gehörend, sechs Gebäude (wohl 2 Höfe) mit 17 Einwohnern, an Großvieh vier Pferde und 36 Stück Rindvieh. 25 Jahre später hatte sich daran nur wenig geändert: Nun wohnten in zwei Wohngebäuden 14 Personen.
Kurz vor der Gebietsreform in Bayern hatte Forst folgende zwölf Gemeindeteile: Forst und den Stadlhof, die Birkenmühle, die Braunmühle, den Braunshof, den Dietlhof, die Gollermühle, Greißelbach–Bahnhof, die Kanalschleuse 31 (um 1960 unbewohnt), die Kanalschleuse 32 (1987 unbewohnt), die Kastenmühle sowie die Schlierfermühle mit der Schlierferhaide. Im Zuge der Gebietsreform in Bayern erfolgte am 1. Januar 1972 die Eingliederung der Gemeinde Forst und damit auch des Ortsteils Stadlhof in die Gemeinde Sengenthal im Landkreis Neumarkt.

### Einwohnerzahlen
- 1830: 20 (2 Häuser)[8]
- 1836: 18 (3 Häuser)[9]
- 1861: 17 (4 Gebäude)[10]
- 1871: 17[11]
- 1900: 14 (2 Wohngebäude)[12]
- 1938: 20[13]
- 1961: 18 (5 Wohngebäude)[14]
- 1987: 23 (5 Wohnhäuser, 5 Wohnungen)[1]